# Kyshtym
Huyện Kyshtym (tiếng Nga: ? райо́н) là một huyện hành chính tự quản (raion), của Tỉnh Chelyabinsk, Nga. Huyện có diện tích 977 km², dân số thời điểm ngày 1 tháng 1 năm 2023 là 35325 người. Trung tâm của huyện đóng ở Kyshtym.